# Ejército Comneno
El ejército Comneno o ejército Comneno bizantino fue la fuerza militar creada por el emperador bizantino Alejo I Comneno a finales del siglo XI e inicios del siglo XII, y perfeccionado por sus sucesores Juan II Comneno y Manuel I Comneno durante el siglo XII. Alejo construyó un nuevo ejército desde sus cimientos, sustituyendo completamente las formas anteriores del ejército bizantino. El ejército Comneno fue instrumental en la restauración Comnena del Imperio bizantino durante el período de su existencia, y fue desplegado en los Balcanes, Italia, Hungría, Rusia, Anatolia, Siria, la Tierra Santa y Egipto.

## Introducción
A inicios del período Comneno en 1081, el Imperio bizantino se había reducido a la más pequeña extensión territorial de toda su historia. Rodeado por enemigos, y financieramente arruinado por un largo período de guerra civil, las perspectivas del imperio parecían sombrías. El estado estaba indefenso, ya que el ejército bizantino no era ni una sombra de lo que había sido: durante el siglo XI, décadas de paz y negligencia habían reducido las antiguas fuerzas temáticas, y la batalla de Manzikert en 1071 había destruido el profesional tagmata, el núcleo del ejército bizantino. En Manzikert, los rastros de unidades de su linaje durante siglos en el Imperio romano fueron eliminados, y la subsecuente pérdida de Asia Menor privó al imperio de su principal campo de reclutamiento. En los Balcanes, al mismo tiempo, el imperio fue expuesto a las invasiones por el reino normando de Sicilia, y por incursiones de pechenegos a través del Danubio. 
El ejército bizantino llegó a su punto más bajo en 1091, cuando Alejo I solo disponía de 500 soldados de las fuerzas profesionales del imperio. Estos formaron el núcleo del ejército, con la incorporación de los sirvientes armados de los parientes de Alejo y los nobles alistados en el ejército, además de la importante ayuda de una gran fuerza de aliados cumanos, que ganaron la batalla de Levounion contra los pechenegos (petcheneks o patzinaks). Sin embargo, a través de una combinación de habilidad, determinación y años de campaña, Alejo, Juan y Manuel Comneno lograron restablecer el poder del Imperio bizantino con la creación de un nuevo ejército desde sus cimientos. Este proceso no puede, sin embargo, al menos en sus primeras fases, ser visto como una reestructuración militar planificada del ejercicio. En particular, Alejo I se vio forzado a reaccionar ante los acontecimientos en lugar de controlarlos; los cambios que hizo al ejército bizantino fueron, en gran parte, por la inmediata necesidad y de carácter pragmático.
La nueva fuerza tenía un núcleo de unidades profesionales y disciplinadas. Contenía formidables unidades de guardias como los varegos, los athanatoi, una unidad de caballería pesada estacionada en Constantinopla, los vardariotai y los archontopouloi, reclutados por Alejo entre los hijos de los oficiales bizantinos muertos, los regimientos de mercenarios extranjeros, y también unidades de soldados profesionales de las provincias. Estas tropas provinciales incluían caballería catafracta de Macedonia, Tesalia, Tracia, y otras fuerzas provinciales como los arqueros de trebisonda de la costa del Mar Negro, de Anatolia. Junto con tropas reclutadas y pagadas directamente por el estado, el ejército Comneno incluía los seguidores armados de los miembros de la muy amplia familia imperial y sus muchas conexiones. En esto se pueden ver los inicios de la feudalización de los militares bizantinos. La concesión de las explotaciones pronoia, donde la tierra, o más exactamente los ingresos de los derechos de la tierra, se entregaban a cambio de obligaciones militares, estaba empezando a convertirse en un elemento notable de la infraestructura militar hacia el final del período Comneno, aunque se hizo mucho más importante posteriormente. 
En 1097, el ejército bizantino ascendía alrededor de 70 000 hombres en total. En 1180, a la muerte de Manuel Comneno, cuyas campañas había sido frecuente en gran escala, el ejército era probablemente mucho mayor. Durante el reinado de Alejo I, el ejército de operaciones ascendían a unos 20 000 hombres, que se aumentó a cerca de 30 000 hombres en el reinado de Juan II. Al final del reinado de Manuel I el ejército de campaña bizantino había aumentado a 40 000 hombres.

## Estructura

### Jerarquía de mando y composición de unidad
Bajo el emperador, el comandante en jefe del ejército era el megas domestikos (Gran doméstico). Su segundo al mando era el prōtostratōr. El comandante de la Armada era el megaduque (Gran Duque), quien también era el comandante militar de Creta, las islas del mar Egeo y el sur de la Grecia continental. El comandante encargado de una fuerza de campo independiente, o una de las divisiones principales de un gran ejército expedicionario era denominado strategos (general). Las fuerzas provinciales eran regidas por un doux (duque), o κατάἐπάνος (catapán), (aunque a veces este título fue concedido al administrador superior por debajo del doux), que era un oficial militar con la autoridad civil, bajo el doux un asentamiento fortificado, o fortaleza, era mandada por un oficial con el título kastrophylax (director del castillo). Los comandantes de menor rango, con la excepción de algunos títulos arcaicos, eran conocidos por el tamaño de la unidad que mandaban, por ejemplo, un tagmatarchēs encabezaba un tagma (regimiento). El comandante de los varegos tenía un título único, akolouthos (acólito), indicativo de su cercana asistencia personal del emperador. 
Durante el período Comneno los nombres anteriores de las unidades básicas de la caballería bizantina, bandon y moira, desaparecen poco a poco para ser reemplazadas por la allagion (en griego ἀλλάγιον), se cree que eran entre 300 y 500 de fuertes hombres. El allagion, comandado por un allagatōr, probablemente fue dividido en subunidades de 100, 50 y 10 hombres. En campaña los allagia podrían agruparse (por lo general de tres en tres) en cuerpos más grandes llamados taxeis, syntaxeis, lochoi o tagmata. La unidad de infantería fue el taxiarchia, un tipo de unidad registró por primera vez durante el reinado de Nicéforo II, era teóricamente de 1000 fuertes hombres, y estaba comandada por un taxiarchēs.

### Guardias de las unidades y la casa imperial
Muchas de las unidades de la guardia anterior no sobrevivieron al reinado de Alejo I, los scholai, los inmortales (athanatoi), y  los exkoubitoi no se mencionan en los reinados de sus sucesores. Las excepciones notables a este proceso son los varegos y vestiaritai, y probablemente los archontopouloi. Los hetaireia (literalmente «compañeros»), comandada por el megas hetaireiarches, se sigue mencionando, aunque siempre fue más una colección de unidades individuales en virtud de un título administrativo que un regimiento como tal. En este período, la Guardia Varega consistía de ingleses, rusos y escandinavos, con un total de 5000 hombres. Inmediatamente después de la batalla de Dirraquio, Alejo I contrato 2000 hombres para formar la tagma de los archontopouloi. Los vardariotai, una unidad de caballería contratada en primer lugar entre los magiares cristianizados del valle del Vardar, fueron una adición posterior a la guardia y probablemente fueron establecidos por Juan II. Estaban bajo el mando de un oficial con el rango de primikērios. De creciente importancia durante el período Comneno fueron los (οἰκείοι, «los de la casa»), cuando se movilizaban para la guerra los oikeioi eran elequivalente de los guardias reales de los reyes occidentales y pudieron haber servido como kataphraktoi. Estas tropas habrían sido parte del séquito personal del emperador, con sus familiares y los más estrechos colaboradores acompañados de sus respectivos séquitos, además de que probablemente también se incluía la unidad de guardias vestiaritai. Hubieran estado equipados con las mejores armas y armaduras y montados sobre caballos de guerra de la mejor clase disponible. Aunque no era un regimiento del todo formal, habría sido una fuerza de combate formidable, sin embargo, habría estado disponible solo cuando el emperador tenía que ir a la batalla en persona. Los oficiales de los vestiaritai, recibían el título noble de la corte sebastos y dos de ellos, Lampardas Andrónico y Alejo Petraliphas, fueron prominentes generales. Bajo Alejo I, y, probablemente después, los oikeioi imperiales también sirvieron como una especie de «escuela de personal» para la formación de prometedores jóvenes oficiales. Alejo tuvo 300 jóvenes oficiales en su casa, a quien él entrenó personalmente. En la campaña contra Bohemundo 1107-1108 el mejor de los oficiales bizantinos mantuvo bloqueado al ejército normando en la costa de Albania. La victoria de esta campaña, probablemente como resultado, en parte, de la mayor disciplina de las fuerzas bizantinas se consiguió debido a la calidad de sus comandantes.

### Regimientos nativos
En el curso del siglo XI las unidades eran soldados reclutados temporalmente entre los campesinos pertenecientes a los themata (provincias militares), estas fueron reemplazadas por fuerzas más pequeñas con dedicación exclusiva, los tagmata provinciales (regimientos). La anarquía política y militar de finales del siglo XI hizo que únicamente los tagmata provinciales del sur de los Balcanes los que sobrevivieran. Estos regimientos, cuyos soldados podrían catalogarse como «mercenarios indígenas», se convirtieron en parte integrante del ejército central y los ejércitos de muchas campañas del período Comneno, los tagmata de Macedonia, Tracia y Tesalia, fueron particularmente importantes. Aunque creados en determinadas provincias estos regimientos habían dejado de tener un papel de defensa local. Dado que las regiones fueron reconquistadas y esto trajo un mayor control lo que hizo que las fuerzas provinciales se restablecieran, aunque en un principio, a menudo, solo servían para proporcionar guarniciones locales. En el reinado de Manuel II, el historiador Nicetas Choniates menciona una división de un ejército de campaña que se compone de «los tagmata oriental y occidental». Esta anotación implica que los regimientos regulares estaban siendo otra vez levantados en Anatolia. Los colonos militares, a menudo con origen en los enemigos derrotados, también suministraban soldados, uno de esos grupos de colonos, derrotaron a los pechenegos, se instalaron en el distrito Moglena y proporcionaron una unidad al ejército, y otra estaba compuesta de serbios que se asentaron alrededor de Nicomedia, en Anatolia. Hacia el final de las subvenciones los ingresos del período pronoia, de los ingresos generados por la tierra, permitieron a las provincias usarlas para aumentar la caballería pesada con la inmediata perdida en la tesorería del estado. Los orígenes y la organización de la infantería indígena del ejército bizantino de este período no están claros. Se sabe que hubo un registro oficial de los soldados que sirvieron en la infantería, pero sus orígenes geográficos y los nombres no se registran. Como la caballería nativa se organizaba en unidades regionales es probable que en la infantería hubiera una organización similar. Es posible que cada tagma fuera nativo de una provincia, como el descrito en las fuentes como la «Legión de Macedonia» o la «División de Macedonia», que incluía un taxiarca de infantería, o posiblemente más de uno, junto a la mejor documentada caballería pesada de los kataphraktos.

### Regimientos extranjeros y contingentes aliados
El ejército central (vasilika allagia o taxeis), además de las unidades de guardias y los regimientos nativos, en particular los establecidos desde las provincias, incluían una serie de tagmata extranjeras de mercenarios. Estos incluían a los latinikon, una formación de caballería pesada de Europa Occidental, y los miembros de las familias de origen occidental, que habían estado en Bizancio viviendo por generaciones. Otra unidad fue la tourkopouloi, que, como su nombre lo indica, se componía de los turcos bizantinisados y mercenarios reclutados en los reinos selyúcidas. Un tercero fue la de los skythikon reclutados de los pechenegos turcos, cumanos y uzes de las estepas de Ucrania. 
Con el fin de aumentar el tamaño de su ejército, Alejo I, incluso reclutados desde 3000 paulicianos de Filipópolis y formó el «Tagma de los maniqueos», mientras que 7000 turcos también fueron contratados. Los mercenarios extranjeros y los soldados proporcionados por los vasallos imperiales (como los serbios y antioquenos), que actuaban bajo sus propios líderes, fueron otra de las características del ejército bizantino de la época. Estas tropas, normalmente, eran sometidas a un general bizantino, como parte de su mando, que comandaba con otras tropas de una capacidad de combate similar, o se combinaban para crear una fuerza de tipo mixta. Sin embargo, si los contingentes de extranjeros eran especialmente grandes y su líder, una figura poderosa y prominente, entonces podían seguir siendo independientes; Balduino de Antioquía mandó una gran división del ejército bizantino en la batalla de Miriocéfalo. Los bizantinos como norman mezclaron los grupos étnicos dentro de las formaciones que componían el ejército de campaña con el fin de minimizar el riesgo de que todos los soldados de una determinada nacionalidad cambiasen de bando o se retirasen de la batalla. Durante la primera parte del siglo XII, los serbios fueron obligados a enviar 300 hombres de caballería cada vez que el emperador bizantino estuviera en campaña en Asia Menor. Este número se incrementó después de que Manuel I aplastó la rebelión serbia en 1150 a 2000 serbios en las campañas europeas y 500 serbios para las campañas de Anatolia. Hacia el final del período Comneno los soldados alanos, especialmente, la caballería, se convirtieron en un elemento importante en los ejércitos bizantinos.

### Ejércitos de la aristocracia
Las fuerzas semifeudales establecidas por los magnates dynatoi, o provinciales, fueron un añadido útil para el ejército bizantino. Algunas familias de las provincias se convirtieron en líderes muy poderosos, por ejemplo, la familia Gabras de Trebisonda logró una independencia virtual, durante el siglo XII, de la autoridad central. Los miembros ricos e influyentes de la aristocracia regional podrían tener un número considerable de tropas de sus sirvientes, familiares e inquilinos. Su calidad, sin embargo, tendía a ser inferior a las tropas profesionales de la allagia vasilika. Los «guardias personales» de los aristócratas, que también fueron generales en el ejército bizantino, fueron también notables en este período. Estos guardias se habrían parecido a versiones más pequeñas de los oikeioi imperial. El sebastocrátor Isaac, hermano de Juan II, incluso, mantenía su propia unidad de guardias vestiaritai. El guardia de los megas domestikos Juan Axouch era lo suficientemente poderoso como para sofocar un brote de disturbios entre las tropas aliadas bizantinas y venecianos durante el sitio de Corfú en 1149. Integraban una unidad muy bien equipada, eran soldados eficaces y con frecuencia incluía a los parientes del general.

## Equipo: armas y armaduras
Las armas y armaduras de las fuerzas bizantinas en los siglos XI y XII fueron en general más sofisticadas y variadas que las que se encuentran sus contemporáneas en Europa Occidental. Bizancio estaba abierto a la influencia militar de los mundos musulmán y estepario de Eurasia, siendo esta última especialmente productiva en la innovación de equipo militar. El período Comneno, a pesar de la guerra casi constante, fue notable por la falta de tratados militares, que parece que se agotó durante el siglo XI. Así que, a diferencia de períodos anteriores, no hay descripciones detalladas de las tácticas de Bizancio y su equipo militar. Toda la información sobre asuntos militares en la era Comneno es fruto de los comentarios recogidos en la literatura histórica y biográfica de la época, panegíricos cortesanos y de la evidencia pictórica.

### Armas
Las tropas de infantería y caballería en combate cerrado, utilizaban una lanza, de longitud variable, generalmente conocida como kontarion. Un tipo de infantería especializada llamada menavlatoi utilizaba una pesada lanza llamada menavlion el momento preciso en que se adoptó es incierto; se mencionan en el anterior Tacticorum Sylloge pero tal vez se habrían usado en épocas anteriores. Las espadas eran de dos tipos: el spathion que era recto y de doble filo y sólo difiere en los detalles de la empuñadura respecto de la espada típica de guerra que se encuentra en Europa Occidental, y el paramerion que parece haber sido un tipo de sable de un solo filo, quizá ligeramente curvado. Algunas tropas de infantería utilizaban hachas relativamente ligeras, mientras que los varegos eran conocidos como los «guardias portadores de hacha», debido al uso de la doble hacha de mano danesa. La rhomphaia, un cuchillo de hoja larga, fue llevado por los guardias cercanos al emperador. La caballería pesada hacía uso de mazas. 
Las armas arrojadizas incluían la jabalina, riptarion, utilizada por la infantería ligera y potentes arcos compuestos utilizados por la infantería y la caballería. El anterior arco bizantino fue de origen huno, sin embargo los arcos de uso generalizado en el período Comneno eran de forma turca. Estos arcos podían ser usados para disparar saetas cortas (myai, «moscas») con el uso de una guía de flecha llamada solenarion. Las hondas y el cuerpo de honderos también son mencionados.

### Escudos
Los escudos, skoutaria, eran generalmente largos con forma de «cometa», aunque los escudos redondos seguían mostrándose en las fuentes pictóricas. Cualquiera que sea su forma general, todos los escudos fueron fuertemente convexos. También se utilizó un gran escudo en infantería llamado pavés.

### Armadura corporal
Los bizantinos hicieron gran uso de la «armadura ligera», de acolchado, la construcción de textiles acolchados idéntica a la aketon, encontrada posteriormente en el occidente latino. Esta prenda, llamada kavadion, por lo general llega hasta justo por encima de las rodillas y el codo, o de manga completa, era a menudo el único elemento de protección de las tropas ligeras, tanto de infantería como de caballería. 
Alternativamente, el kavadion podía proporcionar la prenda de vestir base (como un jubón armado) usado debajo de la armadura metálica de las tropas más fuertemente protegidas. Otra forma de armadura acolchada, la epilōrikion, pudo ser usada sobre una coraza de metal. 
El repertorio de la armadura de metal del cuerpo incluía cota de malla (lōrikion alysidōton), armadura de placas (lōrikion folidōton) y armadura laminar (klivanion). Tanto la cota de malla como la armadura de placas eran similares a armaduras equivalentes en Europa Occidental, una sobre cota que llegaba a la mitad del muslo o la rodilla y con mangas hasta el codo. La klivanion laminar era un tipo muy diferente de prenda. Las laminares bizantinas, de evidencias pictóricas, poseen algunas características únicas. Se componen de láminas de metal remachado, de borde a borde, el apoyo horizontales de las bandas era en cuero, estas bandas estaban entrelazadas, superpuestas verticalmente, pasadas por cordones por los agujeros de las láminas. Reconstrucciones modernas han demostrado que esta armadura era notablemente resistentes a la perforación y corte de las armas. Debido a los gastos de su fabricación este tipo de armaduras fue probablemente limitado en gran parte a la caballería pesada y unidades de élite. 
Debido a que la armadura láminar era inherentemente menos flexible que otros tipos de protección, el klivanion se limitaba a una coraza que cubría solamente el torso. No tenía mangas integrales y solo alcanzaba a las caderas, aunque cubría la mayor parte de la misma zona del cuerpo que la coraza de bronce que representaba los músculos del pecho de la antigüedad (θώραξ, thốrax). El klivanion, generalmente, se usaba junto a otros elementos de blindaje que ampliaban el área protegida del cuerpo. El klivanion podría usarse sobre una cota de malla, como se muestra en algunos de los iconos contemporáneos que representan santos militares. Más comúnmente se representa la klivanion usado con las defensas tubulares del brazo, de construcción ferulizada, a menudo con hombreras pequeñas para proteger los hombros. En los manuscritos ilustrados, como el Madrid Skylitzes, estas defensas se muestran decoradas con pan de oro de una manera idéntica a los klivanion, mostrando una construcción metálica. Con menos frecuencia se describen guardabrazos hechos en «lámina invertida»". 
Una prenda usada a menudo con el klivanion era el kremasmata. Esta era una falda, tal vez acolchada o de tela plegada, por lo general, reforzadas con férulas metálicas similares a las encontradas en las defensas del brazo. Aunque la construcción ferulizada es la que aparece con más frecuencia en las fuentes pictóricas, hay indicios de que la kremasmata también podría ser de cota de malla, placas o laminar invertida, sobre una base textil. Esta prenda protegida las caderas y los muslos del guerrero. 
Defensas para el antebrazo se mencionan en tratados anteriores, bajo el nombre de cheiropsella o manikellia, pero no son muy habituales en las representaciones pictóricas del período Comneno. La mayoría de las imágenes muestran botas altas ('krepides', 'hypodemata') como la única forma de defensa de la pierna aunque algunas imágenes de los santos militares muestran grebas tubulares (sin detallar lo que indica una construcción con materiales compuestos). Estos, presumiblemente, se denominaban podopsella o chalkotouba. Grebas, de una estructura de férula también se observan, muy esporádicamente, en los manuscritos ilustrados. Un solo ejemplo, en el salterio de Teodoro de Cesarea que data de 1066, muestra un soldado bizantino que utiliza calzas de malla (con botas).

### Cascos

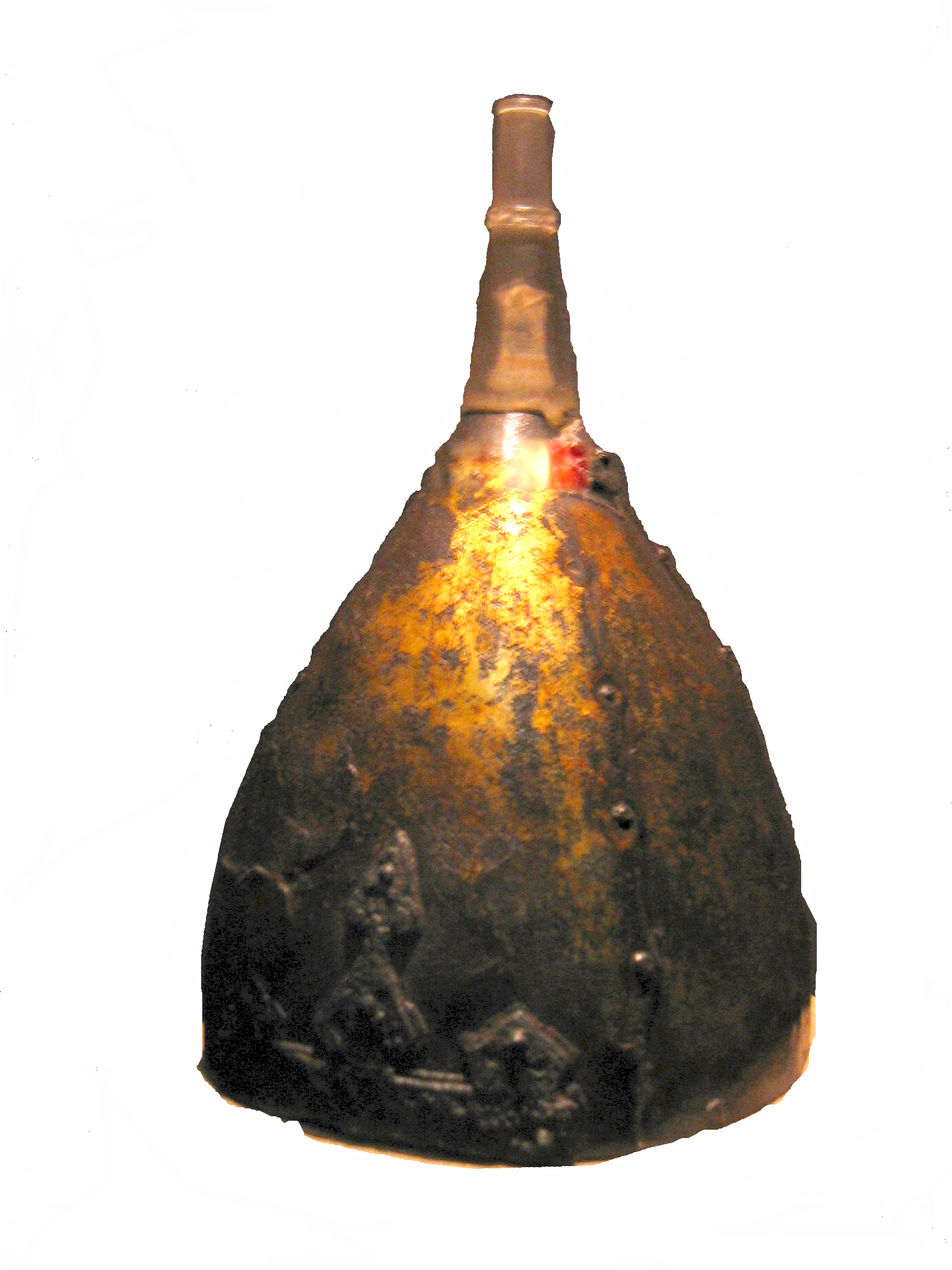
Un spangenhelm del tipo caucásico.

Iconos de santos soldado, a menudo muestran ilustraciones muy detalladas de las armaduras, por lo general representan a sus súbditos con la cabeza descubierta, por razones de devoción y por lo tanto no dan ninguna información sobre los cascos y protección para la cabeza de otros. Ilustraciones en los manuscritos tienden a ser relativamente pequeñas y dan una cantidad limitada de detalles. Sin embargo, pueden darse algunas descripciones de los cascos utilizados por los bizantinos. El llamado tipo caucásico, casco usado en la zona de la Estepa del Ponto Septentrional y las zonas eslavas de Europa del Este también fue utilizado en Bizancio. Era alto, spangenhelm acabado en punta, y con los segmentos directamente remachados el uno al otro y no a una estructura. Las ilustraciones también enseñanan cascos cónicos, y del tipo relación los de vértice inclinado hacia delante (estilo el gorro frigio), construido con cazoleta de una sola pieza, a menudo con una banda frontal añadida. Cascos con una forma más redondeada también se ilustran, por ser de una construcción compuesta y tal vez derivada del anterior casco con cimera que data de la época romana tardía. 
En el curso del siglo XII el «capacete» con ala empieza a ser representado y es, quizás, un desarrollo bizantino.
La mayoría de los cascos bizantinos se muestran usando armadura para el cuello. Algo menos frecuente son las defensas que también cubren la garganta y hay indicios de que la protección facial completa se usaba de vez en cuando. El ejemplo más ilustrado de tales armaduras es una falda de gajos unida a las partes trasera y laterales del casco, lo que podría haber sido de construcción acolchada, tiras de cuero o de tela metálica reforzada. Otras representaciones de cascos, especialmente el «tipo caucásico», se muestran con una malla o almófar unida a la banda frontal (lo que se confirma por medio de ejemplos conservados de Rusia y otros lugares). 
La protección de la cara se menciona al menos tres veces en la literatura del período de Comneno, y probablemente indica que usan una malla cubre, dejando sólo los ojos visibles. Esto estaría de acuerdo con las menciones a dicha protección en los primeros escritos militares, y las ilustraciones posteriores. Tal almófar completo podría haber cubierto la cara al unirse la malla con la ceja del casco por medio de tacos. Sin embargo, los restos de viseras antropomórficas de máscaras faciales metálicas se descubrieron en el Gran Palacio de Constantinopla, en asociación con una moneda de Manuel I Comnenos. Estos son similares a los visores que se encuentran en fosas comunes asociados con los turcos Kipchak de la estepa norte del Caspio, y podría indicar que las referencias de la protección de la cara en la literatura bizantina describía el uso de estas sólidas viseras.

### Armadura ecuestre
No hay fuentes bizantinas pictórica que representen armaduras ecuestre de la época Comneno. La única descripción de la armadura de caballos en la escritura bizantina de este tiempo es por Choniates y es una descripción de las primeras filas de la caballería del ejército húngaro en la Batalla de Sirmium. Sin embargo, en tratados militares anteriores, como el de Nicéforo Urano, se menciona la utilización de armaduras de caballos y después, siglo XIV, existen ilustraciones de libros bizantinos que muestran armaduras de caballos. Por tanto, es muy probable que la armadura de caballo fuera utilizada por los bizantinos en la era Comneno, aunque su uso estuviese, probablemente, limitado a los muy ricos de las kataphraktoi provinciales, los aristócratas que servían en el ejército, los miembros de algunas unidades de guardias y la familia imperial. El historiador John Birkenmeier ha declarado: «Los bizantinos, al igual que sus oponentes húngaros, confiaron en lanceros acorazados sobre caballos armados para su primera carga».

## Equipo: artillería

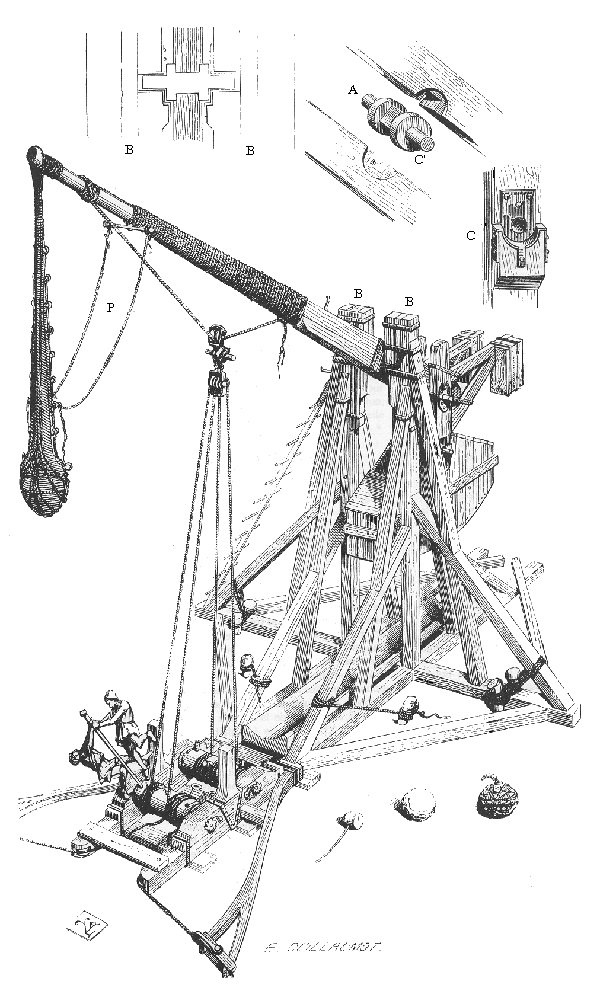
Fundíbulo, una de las armas de asedio utilizada habitualmente por Bizancio.

El ejército Comneno tenía un brazo de artillería formidable que era particularmente temido por sus enemigos del este. Stone-combustión y el perno máquinas de tiro fueron utilizadas tanto para atacar las fortalezas del enemigo y ciudades fortificadas, como para la defensa de sus equivalentes bizantinos. En relatos de la época las máquinas de guerra más habituales eran los  fundíbulos, a menudo denominado helépolis (instituciones de la ciudad), ambos impulsados por el hombre y el más poderoso y preciso catapultas de contrapeso eran conocidos por los bizantinos. El desarrollo del fundíbulo, o trabuquete, el mayor de los cuales podía derribar murallas de la época, fue atribuido a los bizantinos por algunos escritores occidentales. Además, los bizantinos también se utiliza a gran distancia, antipersonal, máquinas de pistola de sellado, como el «gran ballesta ', que a menudo montado sobre un chasis móvil, y la" madeja de arco' o 'espringal ", que se utiliza un dispositivo de torsión madejas de seda, retorcidos o tendón al poder dos armas de arco. Los artilleros del ejército bizantino se concedió un estatus alto, que se describe como "hombres ilustres". El emperador Juan II y los generales Stephanos y Andrónico Kontostephanos, así como los principales comandantes con el grado de megaduque, se encargaron personalmente del funcionamiento de las máquinas de asedio.

## Tipos de tropas
El Imperio bizantino era una sociedad muy desarrollada, con una larga historia militar y podía reclutar soldados de diversos pueblos, tanto dentro como fuera de sus fronteras, como resultado de estos factores, una gran variedad de tipos de tropas se encontraban en su ejército.

### Infantería
Con la notable excepción de los varegos, la infantería de la época bizantina Comneno está mal descrita en las fuentes. Los emperadores y la aristocracia, que constituyen los temas principales de los historiadores contemporáneos, se asociaron con la caballería pesada de alto estatus y como resultado de ello la infantería recibió poca atención. 

#### Varegos

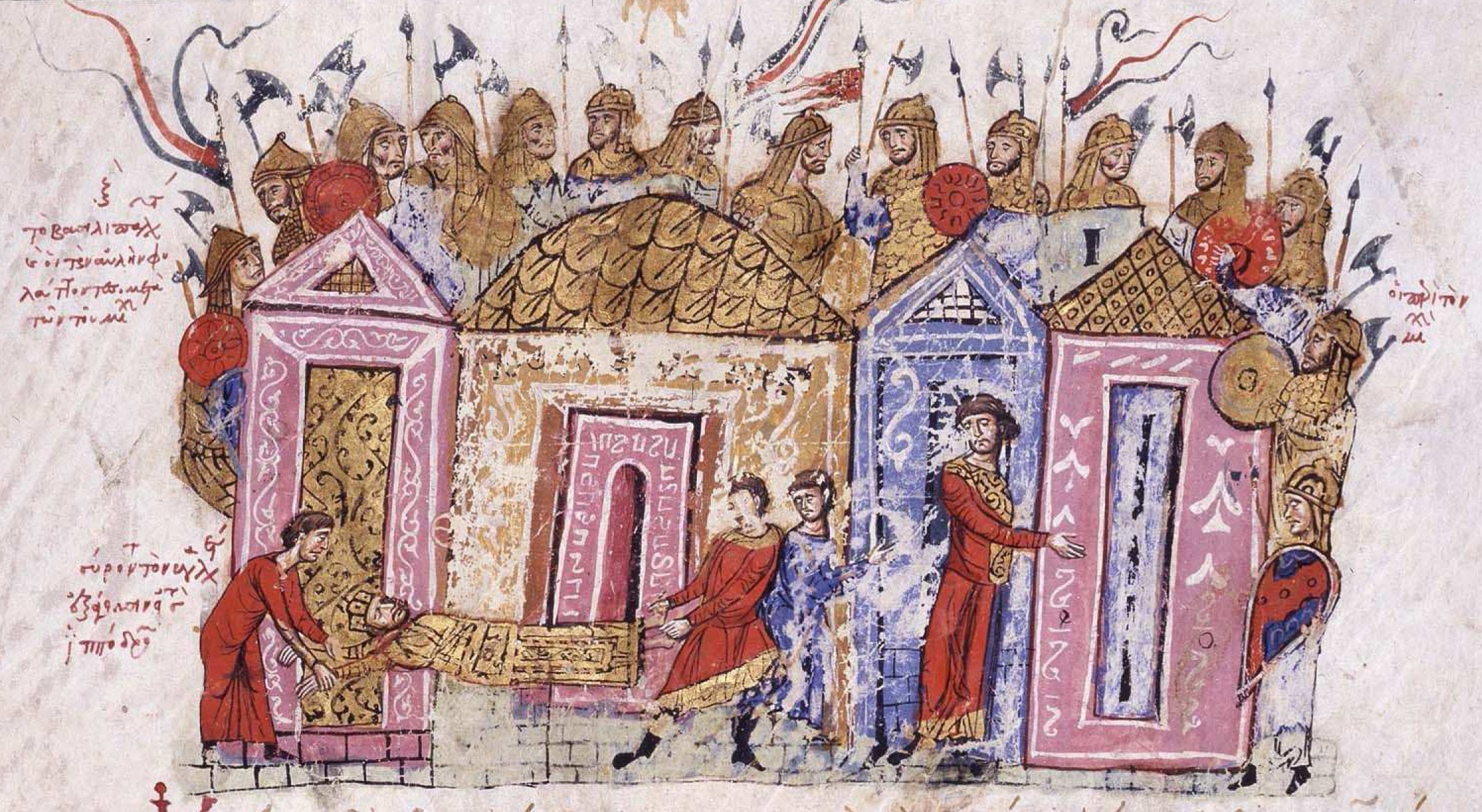
Guardias varegos, con hachas danesas mostrándose en alto, dispuestos alrededor de un palacio bizantino. Nótense los cascos subcónicos, de cazoleta construida tanto de varias como en una única pieza, con defensas sujetas al cuello y utilizando escudos redondos y tipo cometa.

La Guardia varega era la elite de la infantería. En campo funcionaban como infantería pesada, bien armada y protegida por escudos largos, armados con lanzas y sus distintivas hachas danesas de dos manos. A diferencia de otra infantería pesada bizantina su empleo en el campo de batalla parece haber sido esencialmente de carácter ofensivo. En las dos batallas en las que se registran jugaran un papel destacado se describen agresivos atacantes. En Dirraquío repelieron una carga de caballería normanda, pero luego su contraataque los llevó demasiado lejos y, al encontrarse sin apoyo, fueron abatidos. En Beroia los varegos tuvieron más éxito, con Juan II comandándoles personalmente, asaltó el cerco de carretas pechenego y se abrió camino en él, logrando una victoria muy completa. Es probable que, dada su condición de élite y su presencia constante junto al emperador, los varegos montaran a caballo en la marcha a pesar de que luchaban, por lo general, a pie.

#### Infantería pesada nativa
La infantería pesada es casi invisible en las fuentes de la época. En el período macedonio un soldado de infantería pesada era descrito como un skoutatos (escudero) u hoplitas. Estos términos no se mencionan en las fuentes del siglo XII; Choniates utilizaba los términos kontophoros y lonchephoros (portador de lanza y  lancero). El uso de Choniates fue, sin embargo, una figura literaria y no pueden representar con precisión la terminología técnica del momento. La infantería pesada bizantina estaba armada con una lanza larga (kontos o kontarion), grandes escudos, y es posible que una minoría dispusiese de lanzas menaulion. Los que estaban en la primera línea, al menos, se podría esperar que tuvieran una armadura metálica, quizás incluso un klivanion. El papel de los soldados de infantería era estar en filas apretadas, que permanecían, en gran medida, a la defensiva. Constituían un baluarte que podía resistir cargas de caballería pesada del enemigo, y formaban una base móvil en el campo de batalla desde la que la caballería y otras tropas con más movilidad podían montar ataques, y detrás de la cual podían agruparse.

#### Peltastas
El tipo de soldado de infantería llamado peltasta (en griego πελταστής/peltastēs, derivado de πέλτη/péltê «escudo ligero»; en latín, peltarion) está mucho más referenciando en las fuentes de la época que el «lancero». Aunque los peltastas de la antigüedad eran de infantería ligera armados con jabalinas, sería arriegado suponer que las tropas que recibían este nombre en el período Comneno tenían idéntica función, de hecho, los peltastas bizantinos a veces se describen como «tropas de asalto». Los peltastas Comneno aparecen como soldados que han sido relativamente poco equipados capaces de una gran movilidad en el campo de batalla, capaces de realizar escaramuza, e igualmente capaces de la lucha cuerpo a cuerpo. Sus armas pudieron haber incluido una versión reducida de la lanza kontarion empleada por la infantería pesada. En Dirraquio, por ejemplo, una gran fuerza de peltastas lograron la hazaaña de obligar a retirarse a la caballería normanda. Los peltastas se empleaba a veces en asociación, como apoyo mutuo, con la caballería pesada.

#### Infantería ligera
La verdadera infantería ligera, por lo general sin armadura alguna, de los bizantinos fueron los psiloi. Este término incluía arqueros a pie, jabalineros y honderos, aunque a veces los arqueros son mencionados separadamente en las descripciones. Los psiloi claramente pueden considerarse absolutamente distintos de los peltastas. Estas tropas, normalmente, llevaban un pequeño escudo de protección y habrían tenido un arma auxiliar, una espada o hacha ligera, para su uso en una situación de combate cuerpo a cuerpo. Estas tropas de incursión podían ser desplegadas en campo abierto detrás de la protección de las filas de la infantería pesada. Las tropas ligeras eran especialmente eficaces cuando se desplegaban en emboscadas, como en la Batalla de Hyelion y Leimocheir en 1177.

### Caballería
Los primigenios soldados de caballería pesada bizantinos combinaron el uso del arco con el de la lanza para el combate cuerpo a cuerpo, aunque parecen haber desaparecido antes de la edad Comneno. El soldado de caballería pesada típico del ejército Comneno era un lancero pleno, aunque arqueros a caballo armados siguieron siendo empleados. 

#### Caballería pesada
La caballería pesada era la elite social y militar de todo el ejército y se consideraban los eminentes ganadores de la batalla. La carga de los lanceros, y la confusión subsiguiente, era a menudo el acontecimiento decisivo en la batalla. Los lanceros de la caballería pesada armada del ejército Comneno eran de dos orígenes, en primer lugar los caballeros latinos y en segundo lugar los kataphraktoi nativos. 

##### Caballeros latinos
El origen de los caballeros latinos era Italia, Francia, los Países Bajos, Alemania y los Estados Cruzados. El equipamiento de los latinos y las tácticas eran idénticas a las de sus regiones de origen, aunque la apariencia de esas tropas era cada vez más bizantina ya que cada vez eran más frecuentemente empleados por los bizantinos para campañas de una determinada duración. Algunos soldados latinos se integraron plenamente en la sociedad bizantina y sus descendientes, como el general Alejo Petraliphas y el comandante naval Constantino Frangopoulos («hijo-de-uno-franco»), siguieron la carrera militar paterna.

##### Kataphraktoi
Los kataphraktoi nativos se encuadraban en la oikos imperial y en algunas unidades de guardias, y en el tagmata provincial. El nivel de eficacia militar, sobre todo la calidad de la armadura y la montura, de la kataphraktos individuales probablemente variaba considerablemente, así que Juan II y Manuel I emplearon formaciones de «lanceros escogidos» de entre sus respectivas unidades y agrupados. Este enfoque fue adoptado con el fin de volver a crear la concentración de la caballería pesada tan eficaz representada por la «tagmata imperial» de otros tiempos. El kataphraktoi eran el tipo más fuertemente acorazado de soldado bizantino y unos kataphraktos ricos podían estar muy bien blindados de hecho. La Alexiada relata que cuando el emperador Alejo fue atacado por ambos flancos por caballeros normandos blandiendo sus lanzas, su armadura fue tan eficaz que no sufrió lesiones graves. 
En el reinado de Alejo I el kataphraktoi bizantino demostró ser incapaz de soportar la carga de los caballeros normandos, y Alejo, en sus posteriores campañas, se vio obligado a utilizar estratagemas que estaban destinadas a evitar la exposición de su caballería pesada a cargas de ese tipo. La armadura bizantina contemporánea fue probablemente más efectiva que la de Europa occidental, por lo tanto razones distintas a un déficit en el blindaje debe buscarse para el pobre desempeño de la caballería bizantina. Es probable que la caballería pesada bizantina tradicionalmente cargase a una velocidad relativamente lenta, sin duda las formaciones de cuña profunda descritas en la época de Nicéforo Focas habrían sido imposibles de desplegar a nada más que un rotundo trote. En el curso del final del siglo XI los normandos, y los occidentales, parecieron haber evolucionado a una carga disciplinada a alta velocidad que desarrollaba un gran impulso, y esto es lo que superó a los bizantinos. El papel de la técnica de lanza baja en este proceso no está claro, pero puede haber tenido algún impacto. También hay pruebas de una relativa falta de calidad en los caballos de batalla de la caballería bizantina. Los bizantinos pudieron haber sufrido algunos problemas de acceso a la Capadocia y el norte de Siria, fuentes tradicionales de monturas de buena calidad para la caballería, a raíz de la caída de Anatolia por los turcos. Sin embargo, durante el reinado de Manuel I el kataphraktos bizantino era equivalente a su homólogo occidental. Aunque Manuel fue acreditado por el historiador Juan Cinnamo como el introductor de equipos de los caballeros latinos y sus técnicas para su caballería nativa, es probable que el proceso fuera mucho más gradual y se iniciara en el reinado de Alejo. La adopción entusiasta de Manuel del pasatiempo occidental de las justas probablemente tuvo efectos beneficiosos sobre la competencia de su caballería pesada. El kataphraktos era famoso por el uso de una maza de hierro temible en combate cuerpo a cuerpo.

##### Koursores

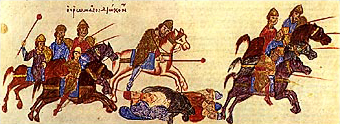
Caballería bizantina blandiendo mazas en una persecución (Madrid Skylitzes).

Una caballería denominada koursōr (pl. koursores) es descrita en el siglo XI y anteriores en los escritos militares. El nombre deriva del término latino cursarius, que significa «asaltante» (de cursus: camino, línea de avance, corriendo, velocidad, celo) y se cree que es la raíz etimológica del término húsar, usado posteriormente para un tipo de caballería. El koursōr tuvo un rol táctico definido pero puede que sí o que no fuese definido oficialmente como un tipo de caballería.

#### Caballería ligera
La caballería ligera del ejército Comneno consistía en arqueros a caballo. Había dos formas distintas de arqueros montados: el tirador con equipamiento ligero y el pesado, a menudo con armadura, soldados de caballería que disparaban desde filas disciplinadas. El caballero arquero nativo fue de este último tipo. Disparaban bajo orden, a menudo estáticos, formados y ofreciendo una concentración móvil de lanzamiento de proyectiles sobre el campo de batalla. El caballero arquero nativo había disminuido en número y en importancia durante el período de Comneno, siendo reemplazado en gran medida por los soldados de origen extranjero. Turcos selyúcidas y los reinos Danisméndidas de Anatolia central y oriental, y los turcos abizantinados y magiares asentados en el imperio, tales como los vardariotas, proporcionaron la mayor parte de los arqueros montados pesados del ejército Comneno. Hacia el final del período los alanos, también fueron fuente de este tipo de caballería. Tales arqueros montados eran a menudo muy disciplinados. Los arqueros montados bizantinos (denominados doryphoroi, para indicar su estatus de guardia) en Sozopolis, en 1120, realizaron una maniobra de retirada simulada, demostrando siempre la mayor confianza en sí mismo y la disciplina, que llevaron a la toma de la ciudad de los turcos. Teniendo en cuenta que generalmente estaban acorazados, incluso si la armadura era relativamente ligera, este tipo de caballo arquero también tenía la capacidad para luchar con armas cuerpo a cuerpo en combate cercano. Las escaramuza de arqueros a caballo, por lo general sin armadura, eran llevadas a cabo por los pechenegos turcos, cumanos y uzes de las estepas. Estas tropas eran los ideales exploradores y eran expertos en tácticas de acoso. Por lo general, atacaban como un enjambre y eran muy difíciles para un enemigo demasiado fuertemente equipado como para entrar en combate cuerpo a cuerpo. Los arqueros ligeros también fueron eficaces como fuerza de detección, prevención y observación de la disposición de las tropas enemigas (por ejemplo, en la batalla de Sirmium).

## Desarrollo
Bajo Juan II, una división se mantuvo en Macedonia, y las nuevas tropas nativas bizantinas eran reclutadas de las provincias. La Asia Menor bizantina comenzó a prosperar bajo Juan y Manuel, más soldados se establecieron en las provincias asiáticas de Thrakesion, Neokastra, Paflagonia e incluso Seleucia (en el sureste). Los soldados también fueron enrolados de los pueblos derrotados, como los pechenegos (arqueros de caballería), y los serbios, que fueron utilizados como colonos estacionados en Nicomedia. Las tropas nativas estaban organizadas en unidades regulares y destacamentos tanto en las provincias de Asia como en las de Europa. Los ejércitos comnenos, a menudo eran reforzados por contingentes aliados de Antioquía, Serbia y Hungría, sin embargo, las tropas bizantinas consistían en cerca de dos tercios de nativos frente a un tercio de extranjeras. Las unidades de arqueros, infantería y caballería se agrupaban a fin de proporcionar un apoyo de fuerzas combinadas entre sí.
El emperador Manuel I fue fuertemente influenciado por los occidentales (tanto que sus emperatrices eran de origen franco) y al principio de su reinado, se informó que reequipo y entreno en su país a la nativa caballería pesada bizantina al modelo occidental. Se infiere que Manuel introdujo la técnica de lanza baja, la carga de orden cerrado y el aumento de la utilización de una armadura más pesada. Manuel participó personalmente en torneos de caballeros al estilo occidental; su valor considerable impresionó a los espectadores occidentales.
Se establecieron campamentos militares permanentes en los Balcanes y en Anatolia, estos son los primeros mencionados durante el reinado de Juan II. El campamento principal de Anatolia fue en Lopadion en el río Rhyndakos cerca del Mar de Mármara, el equivalente europeo a Kypsella en Tracia, otros estaban en Sofía (Serdica) y en Pelagonia, al oeste de Tesalónica. Manuel I, reconstruyó Dorylaion en la meseta de Anatolia para servir a la misma función para su campaña en Miriocéfalo de 1175-76. Estos grandes campos militares parecen haber sido una innovación de los emperadores comnenos y pueden haber desempeñado un papel importante en la mejora de la eficacia de las fuerzas bizantinas del período. Los campamentos no solo fueron utilizados para la formación de tropas y para la preparación de los ejércitos para los rigores de una campaña, sino que también funcionaban como depósitos de abastecimiento, las estaciones de tránsito para el movimiento de las tropas y los puntos de concentración de las tropas sobre el terreno.

## Legado
Cuando la dinastía Comneno llegó a su fin en 1185, el ejército comneno no desapareció inmediatamente. Sin embargo, bajo la Dinastía Ángelo, el Imperio bizantino empezó a declinar rápidamente, y el resultado fue una disminución del poder de combate del ejército. Cuando Constantinopla cayó en la Cuarta Cruzada, en 1204, los estados bizantinos establecidos en Epiro, Trebisonda y especialmente Nicea, basaron sus sistemas militares en el ejército comneno. El éxito del imperio de Nicea, en particular, en la reconquista de los antiguos territorios bizantinos (incluyendo Constantinopla), después de 1204 pueden ser vistos como una evidencia de los puntos fuertes del modelo del ejército comneno. Sin embargo, hay razones para restringir el término ejército comneno exclusivamente al período de la dominación de los emperadores comnenos, el ejército bizantino tras la recuperación de Constantinopla en 1261 era lo suficientemente distinto de su forma anterior para merecer una identidad propia convirtiéndose en el ejército Paleólogo.
El Imperio bizantino disfrutó de un renacimiento económico y cultural durante el siglo XII, el ejército comneno jugó un papel crucial proporcionado la estabilidad política y territorial que permitió este florecimiento.